# Fabrosaurus australis
Fabrosaurus australis ("Lagarto del sur de Jean Fabre") es la única especie conocida del género extinto Fabrosaurus  de dinosaurio ornistisquio fabrosáurido, que vivió a principios del período Jurásico, entre el Hettangiense y el  Sinemuriense, hace aproximadamente 199 a 189 millones de años en lo que es hoy África. Fabrosaurus fue nombrado por el paleontólogo Leonard Ginsburg en 1964 basándose en un hueso de mandíbula parcial con tres dientes. El nombre del género significa "lagarto de Fabre", en honor a Jean Fabre, un geólogo francés y colega de Ginsburg en la expedición que recolectó el fósil en Basutolandia; y el griego sauros "lagarto". La especie tipo, F. australis, fue nombrada por el lugar en que fue descubierto, Lesotho en el sur de África, australis es el término en latín para "sureño".
Los descubrimientos posteriores incluyeron dos cráneos aplastados y huesos postcraneales desarticulados (incluyendo vértebras, costillas y huesos de las extremidades), permitiendo una reconstrucción más completa. Sin embargo, a medida que se fueron descubriendo nuevos fósiles de ornitisquios, se consideró que las características de F. australis eran compartidas por otras especies, y en las décadas de 1990 y 2000 muchos autores que trabajaron este grupo de dinosaurios encontraron que Fabrosaurus sería un dinosaurio dudoso, al hallar que el material del espécimen holotipo descrito por Ginsburg es insuficiente para distinguir un taxón nuevo. Se ha afirmado además que los fósiles simplemente representan un caso de variación intraespecifica de Lesothosaurus, el cual es considerado como válido.